# ブケネ
ブケネ（Bukene）は、タンザニア・タボーラ州に属する町。

## 地理・交通

### 鉄道

タンザニアの鉄道路線の概略図。タボーラ州の州都のTaboraと、ムワンザ州の州都のMwanzaとの間の路線はタボーラ州内では、ほぼ北上しており、この路線が東に曲がる付近にブケネは位置する。なお、この路線が再びMwanzaに向かって北上を開始する付近に位置するのは、シニャンガ州の州都のShinyangaである。

タボーラ州の州都であるタボーラの北に位置し、シニャンガ州との州境に近い。ブケネにはタボーラとムワンザとを結ぶ鉄道路線も通っており、鉄道駅も設置されている。この鉄道で州境を越えるとシニャンガ州の州都のシニャンガに達する。

### 道路
タンザニア北西部の道路交通の要衝であるンゼガの北西に位置する。ンゼガとシニャンガ州カハマを結ぶ幹線道路が付近を通過している。

## 人口
タンザニア政府による調査によれば、2012年時点のブケネの人口は7641人だった。